# Matís
Matís, pleme američkih Indijanaca u dolini rijeke Javari u brazilskoj državi Amazonas, na današnjem području općine Atalaia do Norte, što se nalazi uz peruansku granicu. Matisi se ne smiju brkati sa srodnim plemenom Matsés (Mayoruna). Populacija im iznosi 120 (1995 SIL).
Matisi se opisuju kao izvrsni lovci, za koje američki ekolog Dan James Pantone kaže da se služe puhaljkama (serbatanam) dužine od 4 metra, čiji je projektil otrovna strelica. Odjeća im je veoma oskudna a njihova plemenska oznaka su karakteristični facijalni ornamenti i tetovaže kojima imitiraju jaguara. Njihove glavne svečanosti i ceremonije su Mariwin, ritual kapibare (Hydrochaeris hydrochaeri) i ples Queixade ili bjelousnog pekarija (Tayassu pecari) i ceremonija otrovne žabe (vrste Phyllomedusa bicolor). U ceremoniji mariwin svoja tijela bojaju u crno i nose na sebi zeleno lišće i crvene maske. Majstori su u izradi otrova kurare.
Pleme Matis poznato je i po svome lovu na električne jegulje golim rukama. U ovaj lov odlaze kada je vodostaj rijeke nizak, nakon što obave jednu naročitu ceremoniju, o čemu je dokumentarni film u Riječnim čudovištima (sezona 6, epizoda 4) snimio ribolovac Jeremy Wade.

## Vanjske poveznice
- Foto galerija
- Matis Indians